# Robert Dick
Robert Dick (New York, 4 januari 1950) is een Amerikaanse fluitist en componist gespecialiseerd in experimentele muziek en nieuwe technieken (extended techniques) om meer mogelijkheden te krijgen op de fluit. Hij was lid van het experimentele houtblazerstrio New Winds met Ned Rothenberg en J.D. Parran. Hij speelde verder met onder anderen Paul Giger, Steve Gorn en Mark Dresser.
Dick behaalde zijn Bachelor of Arts-diploma aan de Yale University en zijn Master of Music in compositie aan de Yale School of Music in New Haven, waar hij studeerde bij Robert Morris, Jacob Druckman en Bülent Arel.
Dick woonde tien jaar in Zwitserland, maar verhuisde daarna naar New York. Hij geeft les aan de New York University.

## Publicaties
- The Other Flute: A Performance Manual of Contemporary Techniques
- Tone Development through Extended Techniques.
- Circular Breathing for the Flutist.